# Atomaria subangulata
Atomaria subangulata is een keversoort uit de familie harige schimmelkevers (Cryptophagidae). De wetenschappelijke naam van de soort werd in 1926 gepubliceerd door J.Sahlberg.